# Sporting Clube de Luanda
L'Sporting Clube de Luanda, sovint conegut com a Sporting de Luanda, és un club esportiu de la ciutat de Luanda, Angola.
Va ser fundat el 1920, com un club filial de l'Sporting de Lisboa. Després de la independència el 1975, el club fou forçat a canviar de nom per  Diabos Verdes, més tard Leões de Luanda. Als anys 1990s retornà al nom original. Va ser un dels clubs més destacats del país durant l'era colonial guanyant vuit lligues nacionals.

## Palmarès
- Lliga angolesa de futbol: 
  - 1941, 1942, 1944, 1946, 1947, 1955, 1956, 1963